# Корпуана перуанська
Корпуа́на перуанська (Asthenes palpebralis) — вид горобцеподібних птахів родини горнерових (Furnariidae). Ендемік Перу.

## Поширення і екологія
Перуанські корпуани мешкають у регіоні Хунін в центрі Перу. Вони живуть на узліссях вологих гірських тропічних лісів, у бамбукових заростях Chusquea та на високогірних луках. Зустрічаються на висоті від 3030 до 3710 м над рівнем моря.